# 宇都宮照信
宇都宮 照信（うつのみや てるのぶ、1949年12月24日 - ）は、日本の鉄道愛好家。
日本食堂（当時）・ジェイダイナー東海（現:ジェイアール東海パッセンジャーズ）で調理業務に携わる。退職後、九州鉄道記念館館長代理（のちに副館長）に就任した。

## 経歴
福岡県福岡市博多生まれ。
1965年の高校進学時には当時熊本にあった全寮制の鉄道学校を受験した が、合格後に工業高校に改組されてしまった ため、自宅近くの工業高校に進学。在学中は蒸気機関車の撮影に明け暮れたため、学業がおろそかになってしまい、卒業後に何度か日本国有鉄道（国鉄）の採用試験を受けたがすべて失敗に終わったという。1968年に高校を卒業後、少しでも蒸気機関車のそばにいたいという理由で九州整備に入社する が、たまたま通過した寝台特急「はやぶさ」の食堂車が目に留まったのをきっかけとして、1969年5月に日本食堂（当時）に入社し、新博多営業所に配属となる。入社後しばらくは営業所内の調理室に勤務し、その後すぐに急行「玄海」に連結されていた食堂車への乗務を開始した。
入社後3年ほどで食堂車の調理係（チーフ）となる が、1975年3月10日に新博多営業所の受け持ち列車が全て新幹線の食堂車となったことを機に地上勤務となる。2年ほどは営業所内の調理室に勤務し、その後博多駅構内の食堂に異動となる。
1987年4月から寝台特急「あさかぜ」1・4号の食堂車を新博多営業所が受け持つことになったのを機に、寝台特急「あさかぜ」の食堂車への転属を希望し受諾され、新幹線の食堂車に乗務した後に「あさかぜ」食堂車担当の調理係となる。1993年に在来線の食堂車は一部を除いて全廃となる が、1998年まで食堂車への乗務が続く。
宇都宮が撮影した鉄道写真などが鉄道雑誌に掲載されることも多く、国鉄九州総局や九州旅客鉄道から写真の提供依頼も受けていた。九州鉄道記念館の資料提供に協力したのが縁となり、2003年からは九州鉄道記念館に勤務を開始、その後副館長となる。

## 人物
幼少の頃から鉄道が好きで、将来の夢は「蒸気機関車の機関士になること」であった。
日本食堂に入社当時は、まだ食堂車は石炭レンジを使用しており、朝は午前3時ごろから準備にかからないといけなかった が、列車に乗れる喜びで少しも苦にならなかったという。食堂車の石炭がなくなると、牽引している蒸気機関車に石炭をもらいに行くことになるが、他の人は嫌がる仕事であった が、宇都宮は「蒸気機関車を見られる、そして乗れる」と言う理由で喜んでいたという。また、到着地で入換を行う蒸気機関車の運転台に乗せてもらえるのが楽しみだったという。
1973年10月14日に、やはり食堂車勤務だった女性と結婚。結婚式は吉松機関区のC55形52号機の前で行った。C55形52号機は廃車後吉松町で保存され、毎年鉄道記念日（結婚記念日でもある）には家族全員で訪れるという。
1975年に地上勤務になったのは、「蒸気機関車を追い出したのは電車」という意識が強く、「新幹線に乗務するのは蒸気機関車に対する裏切りである」と考えたからであるという。同年12月14日には、北海道で旅客列車を牽引する蒸気機関車が最終運用を迎えた が、この時に「北海道へ蒸気機関車を撮影に行きたいが、忙しい時に休みは取れないから退社したい」と申し出た。結果的に2日の休暇が取得でき、宇都宮は旅客列車を牽引する蒸気機関車では最後となるC57形135号機の撮影をすることができた。
「あさかぜ」に乗務している時期には、乗務した食堂車と牽引する機関車の車両番号を逐一記録していた。車内販売の販売員も機関車の番号を確認して宇都宮に報告した ほか、途中駅で交代した直後の車掌もわざわざ食堂車に来て「宇都宮さんいますか。今日は85番ですよ」と報告していた。また、ダイヤが乱れた際にホームの状況を見ているとき、鉄道ファンから声をかけられたこともあった。
実子の宇都宮靖顕（うつのみや やすあき）も、福岡市でバイク店『ダブルエーピー青葉』の店長を務める傍ら、鉄道写真家として活動し、『鉄道ファン』などの雑誌にも寄稿することがある。

## 主な著作
- 鉄原人（てつと）鉄道モノクロ写真集（笠倉出版社・1997年）ISBN 978-4773002294
- 九州の鉄道 1963-2000（葦書房・2000年）ISBN 978-4751207727
- 機関車に片思い（書肆侃侃房・2007年）ISBN 978-4902108651
- 九州発 最後のブルートレイン（海鳥社・2009年）ISBN 978-4874157176
- 食堂車乗務員物語 あの頃、ご飯は石炭レンジで炊いていた（交通新聞社・2009年）ISBN 978-4330110097